# Distretto di Vasyl'kivka
Il distretto di Vasyl'kivka (in ucraino Васильківський район?, Vasyl'lkivs'kyj rajon) era un distretto dell'Ucraina, situato nell'oblast' di Dnipropetrovs'k. Il suo capoluogo era Vasyl'kivka. È stato soppresso con la riforma amministrativa del 2020.